# هارون هال (لاعب كرة قدم أسترالية)
هارون هال (بالإنجليزية: Aaron Hall)‏ هو لاعب كرة قدم أسترالية أسترالي، ولد في 9 نوفمبر 1990 في هوبارت في أستراليا.

## وصلات خارجية
- أرون هال على موقع AustralianFootball.com (الإنجليزية)
- أرون هال على موقع AFLtables.com (الإنجليزية)